# Sandra Völker
Sandra Völker (n. 1 aprilie 1974, Lübeck, Germania) este o înotătoare germană, medaliată olimpică. A participat la 4 ediții ale Jocurilor Olimpice (1992, 1996, 2000, 2004) în care a câștigat o medalie de argint și două medalii de bronz.